# Dinnyeberki
Dinnyeberki é um município da Hungria, situado no condado de Baranya. Tem 8,56 km² de área e sua população em 2019 foi estimada em 68 habitantes.